# 馬越徹
馬越 徹（うまこし とおる、1942年-2011年4月7日）は、日本の比較教育学者。名古屋大学名誉教授。専門は、韓国を主としたアジアとの比較教育が専門。

## 略歴
1964年広島大学教育学部卒、1966年同大学院教育行政学修士課程修了、九州大学教育学部助手、文部省大臣官房調査課事務官、1974年広島大学大学教育センター助教授、1986年名古屋大学教育学部教授、1995年「韓国近代大学の成立と展開-大学モデルの伝播研究」で名古屋大学より教育学博士の学位を取得、2003年名古屋大学退任、名誉教授、桜美林大学教授。2001－2004年日本比較教育学会会長。

## 著書
- 『現代韓国教育研究』高麗書林 1981
- 『韓国近代大学の成立と展開 大学モデルの伝播研究』名古屋大学出版会 1995
- 『比較教育学 越境のレッスン』東信堂 2007
- 『韓国大学改革のダイナミズム ワールドクラス(WCU)への挑戦』東信堂 2010

### 共編
- 『現代アジアの教育 その伝統と革新』編 東信堂 1989
- 『国際理解教育と教育実践 第1巻 アジア諸国の社会・教育・生活と文化』編 エムティ出版 1994
- 『アジア・オセアニアの高等教育』編 玉川大学出版部 高等教育シリーズ 2004
- 『大学院の改革』江原武一共編著 東信堂 講座「21世紀の大学・高等教育を考える」 2004
- 『新しい教育の原理 変動する時代の人間・社会・文化』今津孝次郎,早川操共編 名古屋大学出版会 2005
- 『アジアの高等教育改革』フィリップ G.アルトバック共編 北村友人監訳 玉川大学出版部 高等教育シリーズ 2006
- 『アジアの中等教育改革 グローバル化への対応』大塚豊共編 東信堂 2013

### 翻訳
- 尹泰林『韓国人 その意識構造』稲葉継雄共訳 高麗書林 1975
- P.G.アルトバック,V.セルバラトナム編『アジアの大学 従属から自立へ』大塚豊共監訳 玉川大学出版部 1993
- P.G.アルトバック『比較高等教育論 「知」の世界システムと大学』監訳 玉川大学出版部 1994
- ユルゲン・シュリーバー編著『比較教育学の理論と方法』今井重孝共監訳 東信堂 2000
- マーク・ブレイ編著『比較教育学 伝統・挑戦・新しいパラダイムを求めて』大塚豊共監訳 東信堂 2005
- ウルリッヒ・タイヒラー『ヨーロッパの高等教育改革』吉川裕美子共監訳 玉川大学出版部 高等教育シリーズ 2006

## 論文
- 馬越徹「比較教育学の研究方法と文化的バイアスの問題」『日本教育学会大會研究発表要項』第25巻、日本教育学会、1966年、57頁、doi:10.11555/taikaip.25.0_57、NAID 110001168814。
- 馬越徹「比較教育学の方法に関する研究」『九州大学教育学部紀要 教育学部門』第13号、九州大学教育学部、1967年、41-54頁、ISSN 0451159X、NAID 40000666389。
- 馬越徹「開放後韓国における高等教育の発展に関する一考察」『日本教育学会大會研究発表要項』第33巻、日本教育学会、1974年、199頁、doi:10.11555/taikaip.33.0_199、NAID 110001174049。
- 馬越徹「京城帝国大学予科に関する一考察」『大学論集』第5巻、広島大学、1977年3月、135-155頁、ISSN 03020142、NAID 110007147078。
- 馬越徹「日韓両国における国際理解教育の現状と課題」『日本比較教育学会紀要』第1978巻第4号、日本比較教育学会、1978年、8-11頁、doi:10.14884/jces1975.1978.8、ISSN 0287-1106、NAID 130004243688。
- 沖原豊 and 石田美清 and 田中まゆみ ほか,「各国の学級編制(学級規模)に関する比較研究(II 共同研究)」『日本教育行政学会年報』第6巻、日本教育行政学会、1980年、63-132頁、doi:10.24491/jeas.6.0_63、ISSN 0919-8393、NAID 110009590428。
- 馬越徹「東洋教育史の研究動向 (IV 研究動向(1982年))」『日本の教育史学』第26巻、教育史学会、1983年、169-173頁、doi:10.15062/kyouikushigaku.26.0_169、ISSN 0386-8982、NAID 110009800636。
- 馬越徹「「開かれた大学」の具体的方策と展望 : 大学の国際化の視点から」『日本教育学会大會研究発表要項』第45巻、日本教育学会、1986年、116頁、doi:10.11555/taikaip.45.0_116、NAID 110001167887。
- 馬越徹「アジアにおける学歴病と大学入試改革 (入学試験を問い直す<特集>)」『教育と医学』第35巻第5号、慶應義塾大学出版会、1987年5月、p514-521、ISSN 04529677、NAID 40000714603。
- 馬越徹「在日韓国・朝鮮人の教育における「民族性」保持に関する一考察」『日本教育学会大會研究発表要項』第47巻、日本教育学会、1988年、139頁、doi:10.11555/taikaip.47.0_139、NAID 110001174893。
- 馬越徹「外国人児童生徒の教育を考える:試される日本の学校」『比較教育学研究』第1994巻第20号、日本比較教育学会、1994年、189-193頁、doi:10.5998/jces.1994.189、ISSN 0916-6785、NAID 130004087128。